# Daniel Šechtman
Daniel Šechtman, někdy též Dan Šechtman (hebrejsky דן שכטמן, anglicky Daniel Shechtman; * 24. ledna 1941 Tel Aviv) je izraelský fyzik a profesor na Izraelském technologickém institutu v Haifě, kterému byla roku 2011 udělena Nobelova cena za chemii za objev kvazikrystalů. Ty popsal již v dubnu 1982 během svého vědeckého pobytu ve Spojených státech, avšak z počátku jeho objev vědecká komunita odmítala a sám Šechtman byl za svou teorii zesměšňován. Podle všech soudobých vědeckých poznatků totiž byl jeho objev nemožný – vědci se totiž domnívali, že se vzorce atomů v krystalu opakují, zatímco Šechtman tvrdil opak. Změnil však definici krystalu jako periodické struktury. Podle nové je krystal „jakákoli pevná látka, jejíž difrakční diagram je bodový.“
Je nositelem řady vědeckých ocenění, mimo jiné též Izraelské ceny či Wolfovy ceny za fyziku. V roce 2014 neúspěšně kandidoval ve volbě izraelského prezidenta, v níž zvítězil Re'uven Rivlin.